# 331-й парашутно-десантний полк (РФ)
331-й гвардійський парашутно-десантний ударний Костромський полк (331 ПДП, в/ч 71211) — формування Повітрянодесантних військ Збройних сил Російської Федерації чисельністю у полк. Дислокується у м. Кострома. Входить до складу 98-ї повітрянодесантної дивізії Західного військового округу.
У 2014 році підрозділи полку брали участь у війні на сході України де вели бої під Іловайськом. У 2022 році брав участь у повномасштабному вторгненні РФ в Україну на київському напрямку, згодом на сході України, під Ізюмом та в районі Попасної.
Вважається однією з елітних частин російських збройних сил.

## Історія
Після розпаду СРСР у 1992 році 331-й гвардійський парашутно-десантний полк Радянської армії перейшов до складу Збройних сил Російської Федерації.
У 1992 році залучався до миротворчої місії у Югославії.
У серпні 1993 року переданий з 106-ї повітрянодесантної дивізії до 98-ї повітрянодесантної дивізії.
У 1995 році брав участь у Першій російсько-чеченській війні.
У 1999 році залучався до миротворчої місії у Косово.
У 2001 році брав участь у Другій російсько-чеченській війні.

### Російсько-українська війна
У 2014 році полк брав участь у російсько-українській війні. За даними британського аналітичного центру RUSI, на основі полку була сформована батальйонно-тактична група, яка брала участь у бойових діях з 11 серпня 2014 року.
Полк був залучений до оточення українських сил під Іловайськом. 
24 серпня 2014 року, приблизно о 12:15, артилеристами 2-ї протитанкової батареї 51 ОМБр під командуванням капітана Костянтина Коваля в районі смт. Кутейникове було підбито 2 одиниці БМД-2 331-го парашутно-десантного полку. Десантники евакуювалися з бойових машин і сховалися в лісосмузі неподалік. Під час спроби виходу кількома годинами пізніше, 10 десантників 331 ПДП були взяті у полон відділенням розвідників 51 ОМБр під командуванням сержанта Володимира Козака в районі селища Дзеркального, де розміщувався штаб української батальйонно-тактичної групи. 26 серпня Міністерство оборони РФ визнало факт потрапляння військових у полон, прокоментуваши, що десантники «перетнули [кордон], ймовірно, випадково на необладнаній, немаркованій ділянці».
За українськими даними, полк був серед тих підрозділів, які порушили домовленість про коридор для виходу українських військових з оточення під Іловайськом. Тоді були розстріляні сотні українських бійців.
29—30 серпня 2014 року 10 полонених десантників були обміняні на українських військовослужбовців. 31 серпня 2014 року спікер АТО повідомляв, що обмін відбувся на 63 українських військовослужбовців Нацгвардії, а Генеральний військовий прокурор України Анатолій Матіос у 2015 році сказав, що на 200 українських військовослужбовців і цивільних.
29—31 серпня десантники полку були наглядачами українських військових, захоплених під час боїв при спробі виходу з оточення під Іловайськом.
У березні 2015 року військовослужбовець 331 ПДП був помічений у Станично-Луганському районі України. У листопаді 2015 року формування полку фіксувалися у процесі перекидання до окупованого Криму. У серпні 2016 року ГУР МО повідомило про прибуття партії військовослужбовців полку до Донецька.
У 2017 році полку надане почесне найменування «Ударний». Це було перше присвоєння такого найменування, статус запровадили у 2017 році для відзнаки найбільш боєздатних підрозділів.

### Російське вторгнення в Україну 2022 року
2022 року підрозділи полку брали участь у повномасштабному вторгненні РФ в Україну. Полк зайшов на територію України з Білорусі і вів бої на київському напрямку. Проте стрімкий наступ зупинився у передмістях Києва: у Бучі, Гостомелі та Ірпені. 11—14 березня 2022 року українська артилерія, у спробах вибити окупантів з Бучі, завдавала ударів по позиціям полку. В березні полк брав участь в штурмі села Мощун, де зазнав великих втрат.
17 березня стало відомо про загибель в Україні командира полку Сергія Сухарєва. В другій половині березня полк відступив в Білорусь. На початку квітня оприлюднено відео, на якому техніку полку завантажують на залізничні платформи у Барановичах та відправляють до Бєлгорода у РФ.
На початок квітня 2022 року, BBC встановило імена 39 загиблих десантників полку, у всіх дати смерті — до 13 березня. У соцмережах Костроми місцеві говорили про втрати близько 100 десантників полку загиблими.
Після переформатування та відновлення полк знову відправили в Україну — під Ізюм та Попасну.
В результаті боїв, що відбулися у квітні — червні, кількість підтверджених смертей у полку зросла з 39 на початку квітня до 62 наприкінці липня 2022 року. Враховуючи кількість зниклих безвісти, фактична кількість загиблих значно вища і може досягати 150. Якщо додати поранених, загальні втрати оцінювалися у 650—670 на липень 2022.
16 квітня 2024 року Збройні сили України атакували командний пункт 331-го полку в місті Бахмут. Удару було завдано двома ракетами РСЗВ HIMARS. За інформацією джерела, штаб десантників перебував у двоповерховій адміністративній будівлі у центральній частині міста. Також повідомляється, що командний пункт був новим і військові заїхали туди за тиждень до завдання удару. Внаслідок ракетної атаки загинуло вісім офіцерів полку. Крім начальника розвідки Іллі Сатаріна, серед втрат значаться начальник артилерії Прокоп'єв, начальник зв'язку Котов та старший помічник начальника штабу полку Пантелєєв. Кількість поранених не уточнювалася.

## Склад
- Штаб
- 1-й парашутно-десантний батальйон
- 2-й парашутно-десантний батальйон
- 3-й парашутно-десантний батальйон
- Самохідно-артилерійський дивізіон
- Розвідувальна рота
- Протитанкова батарея
- Зенітна ракетна батарея
- Рота зв'язку
- Інженерно-саперна рота
- Ремонтна рота
- Рота десантного забезпечення
- Рота матеріального забезпечення
- Хімвзвод
- Комендантський взвод
- Полковий медичний пункт
- Оркестр

## Командування
- (1990—1993) полковник Лєнцов Олександр Іванович
- (09.2019—10.2021) полковник Шмельов Олег Львович[28][29]
- (10.2021—03.2022†) полковник Сухарєв Сергій Володимирович. Загинув в березні 2022 року під час російського вторгнення в Україну.[30][25]

## Втрати
За даними BBC кількість загиблих у полку під час вторгнення в Україну до 13 березня 2022 склала принаймні 39 осіб, станом на 1 липня 2022 кількість зросла принаймі до 62 осіб, а станом на 1 вересня 2022 до понад 80 осіб. На 10 січня 2025 року вдалося встановити імена щонайменш 237 загиблих російських військових.
З відкритих джерел відомо про 89 імен десантників 331 ПДП, які загинули у 2014—2023 роках в Україні.

## Матеріали
- Michael Holm, 331st Guards Parachute Regiment(англ.) // ww2.dk
- Воздушно-Десантные Войска (ВДВ) (архів) // warfare.be